# عملية الستارة الفولاذية
عملية الستار الفولاذي (بالعربية: الحجاب الفولاذي الحجاب الفولاذي) هي عملية عسكرية نفذتها قوات التحالف في أوائل نوفمبر 2005 للحد من تدفق المتمردين الأجانب الذين يعبرون الحدود وينضمون إلى التمرد العراقي. كانت العملية مهمة لأنها كانت أول انتشار واسع النطاق للجيش العراقي الجديد. كان هذا الهجوم جزءًا من عملية سيد (الصياد) الأكبر، والتي تهدف إلى منع تنظيم القاعدة في العراق من العمل في وادي نهر الفرات وفي جميع أنحاء الأنبار وتأسيس وجود دائم للجيش العراقي في منطقة القائم.

## تفاصيل العملية
بدأ مشاة البحرية من الكتيبة الثالثة، الكتيبة السادسة، الكتيبة الثانية، المارينز الأولى، الكتيبة الثالثة، المارينز السابعة، وعنصر TAP من مقر المارينز العاشر، في 5 نوفمبر هجومهم على ناحية حصيبة التي يسيطر عليها المتمردون، وطهرت المدينة بعد أربعة أيام. ثم بدأت قوات التحالف في العاشر من نوفمبر بمهاجمة مدينة الكرابلة وملاحقة أي متمردين فروا من حصيبة. بعد أربعة أيام أخرى من القتال في الكرابله، أطلقت قوات التحالف مرحلة أخرى من العملية في مدينة العبيدي، وهي ملاذ للمتمردين وموقع لعملية ماتادور السابقة. سقطت المدينة المحصنة في أيدي قوات التحالف بعد سبعة أيام من القتال، لتختتم عملية الستار الفولاذي. كان الهجوم على صعدة وجزء صغير من الكرابلة يعرف باسم "عملية القبضة الحديدية". كان الاعتداء على حصيبة وكرابلة "عملية: ستارة حديدية". سمي بهذا الاسم لأن الزرقاوي، القائد المقيم للقوات المناوئة للتحالف، قال إنهم سيمسكون بحصيبة "بقبضة من حديد". أطلق عليها قادة التحالف اسم "عملية الستارة الفولاذية"، بدأت بعملية مسح قوية وواضحة ومن ثم "ستارة فولاذية" لأن إحدى مجموعات SNCO كانت من مشجعي بيتسبرغ ستيلرز.

## ما بعد الكارثة
أفاد مسؤولون أمريكيون أن العملية قتلت 139 مسلحًا وأخذت 256 أسيراً، واعتبرتها ناجحة. بنيت مواقع المعركة، مما منع التمرد من استعادة السيطرة على المدينة. وقتل ما لا يقل عن 10 من مشاة البحرية الأمريكية وعدد غير معروف من الجنود العراقيين. قال الطبيب المحلي من حصيبة، زاهد محمد الراوي، إن الكادر الطبي أحصى 97 مدنيا قتلوا في الأسبوع الأول من العملية.

## روابط خارجية
- تقرير سي إن إن عن الهجوم